# Vechiul han Vulturul Negru din Baia Mare
Vechiul han Vulturul Negru din Baia Mare este un monument istoric și de arhitectură, edificat în centrul orașului Baia Mare înainte de 1780. 
La sfârșitul secolului al XIX-lea în clădire a funcționat primăria orașului. Ulterior a fost sediu de judecătorie.